# Ayuntamiento de Surabaya
El Ayuntamiento de Surabaya (en indonesio Balai Kota Surabaya) es el centro administrativo de la ciudad de Surabaya. El edificio fue construido por Cosman Citroen en la década de 1920. El edificio es uno de los ejemplos de edificios del siglo XX diseñados en un clima tropical de Indonesia, el estilo se conoce como New Indies Style.

## Historia
Surabaya ya era un municipio oficial (gemeente) desde el 1 de abril de 1906, sin embargo, no existe un ayuntamiento oficial para el nuevo municipio. En 1916, Cosman Citroen propuso el primer boceto de un nuevo ayuntamiento para Surabaya. El hecho de que Citroen acabase de llegar a Surabaya procedente de los Países Bajos en 1915 y en tan poco tiempo recibiera un proyecto de prestigio indicaba su buena relación comercial en las Indias Orientales Holandesas coloniales. Su primera propuesta para el nuevo Ayuntamiento se ubicó en Stadstuin (ahora Pasar Besar, frente a Tugu Pahlawan). En 1920, se tomó la decisión de trasladar el Ayuntamiento a Ketabang, un nuevo distrito al este de Kali Mas que había sido comprado por el municipio de Surabaya con el apoyo del gobierno. Una de las razones por las que se eligió esta ubicación es por su relativo "vacío" como nuevo distrito, lo que permitió implementar un gran plan.
Este nuevo terreno es un gran terreno de forma rectangular delimitado por Djimertoweg (ahora Jalan Jimerto) al norte, Sedapmalamweg (Jalan Sedap Malam) al este, Ondomohenweg (ahora Jalan Walikota Mustajab) al sur y Ketabang Besar (la avenida Jaksa Agung Suprapto) al oeste. El distrito de Ketabang está conectado con los distritos más antiguos de Surabaya en la orilla oeste del río a través de dos puentes.
El nuevo diseño del Ayuntamiento de Ketabang fue propuesto por Cosman Citroen en 1925 y la construcción debía comenzar. El plan original muestra cuatro masas de edificios ubicados en la dirección cardinal que rodean un patio central de forma cuadrada. Debido a problemas de financiación, el edificio trasero del lado norte es la única parte del complejo que se realizó. Varias cuestiones relacionadas con la mala conducta económica en el momento de la crisis (que comenzó en 1921) son varias razones por las que la construcción del Ayuntamiento tomó un curso largo. Durante el largo período de su construcción, varias empresas donaron la financiación de varias partes del nuevo edificio. Por ejemplo, los muebles fueron donados por la Compañía General de Electricidad de las Indias Orientales Holandesas ANIEM. Citroen también diseñó el mobiliario.
La inauguración del nuevo ayuntamiento tuvo lugar en noviembre de 1927.

## Arquitectura e interiorismo
El edificio fue diseñado por Cosman Citroen, un arquitecto de las Indias holandesas que también diseñó la oficina central de la Compañía de Ferrocarriles de las Indias Orientales Holandesas en Semarang (ahora Lawang Sewu ). La construcción del edificio estuvo a cargo de Hollandsche Beton Mij. El edificio tiene 19 metros (62,3 pies) ancho y 102 metros (334,6 pies) de largo. En la planta baja se encuentran la administración comercial central, la cámara electoral, los jefes de departamento y el departamento de registro de población. En la planta superior en el medio la sala de juntas ya izquierda y derecha se encuentra la sala de secretaria, salas de espera, departamento de asuntos municipales y el archivo. El edificio tiene 19 metros de ancho y 102 metros de largo.
Del plan original de 1916/1917, solo se realizó el edificio trasero. El edificio sin terminar de las alas laterales y el ala delantera ahora es un gran parque frente al edificio que ahora se encuentra. El aspecto general del ayuntamiento de Surabaya es similar al cubismo, con sombras muy contrastantes enfatizadas por las formas cúbicas de la fachada. El ayuntamiento de Surabaya se diseñó teniendo en cuenta el clima tropical de Indonesia, un movimiento de diseño que influyó en muchos edificios a principios del siglo XX en las Indias Orientales Holandesas. Este nuevo y popular movimiento moderno de la arquitectura se conoce como el Estilo de las Nuevas Indias. Entre las características del estilo de las Nuevas Indias evidentes en el ayuntamiento de Surabaya se encuentran los techos de dos capas que permiten que la luz y la ventilación fluyan hacia el interior a través del espacio entre los techos. El edificio está rodeado de galerías, característica que protege el interior del edificio del sol directo y el agua de las frecuentes lluvias tropicales típicas del trópico. La apertura generosa en las ventanas y las paredes también permite la ventilación cruzada hacia el interior del edificio. El edificio está construido principalmente de hormigón armado, mientras que la estructura del techo es de acero.
El interior está diseñado en un estilo moderno del siglo XX fuertemente influenciado por el movimiento de diseño de interiores holandés, por ejemplo, la Escuela de Ámsterdam y De Stijl. Varios particulares así como empresas contribuyeron al nuevo establecimiento. Parte del mobiliario de la sala de juntas fue donado por la empresa eléctrica ANIEM. Las tablas de la oficina del alcalde fueron donadas por Sam Liem Kongsi. JJ Zeidel donó una placa de mármol en el pasillo. Otros contribuyentes para el edificio fueron WJ Stokvis (una vieja lámpara de plata y una pintura en la habitación del alcalde), Lindeteves-Stokvis (una nevera), la Compañía de Gas Holandesa, etc.

## Obras citadas
- [1]* [2]* [3]

- Datos: Q17998709
- Multimedia: Surabaya City Hall / Q17998709

1. ↑  Termansen, Jacob. Island style : tropical dream houses in Indonesia. ISBN 9781462906833.
2. ↑  de Zeeuw, Wouter. «Citroen, Cosman». Archivado desde el original el 8 de noviembre de 2021. Consultado el 20 de noviembre de 2022.
3. ↑  Faber, G.H. von. Nieuwe Soerabaia.